# Giovanni Battista Mesmer
Giovanni Battista Mesmer (ur. 21 kwietnia 1671 w Mediolanie, zm. 20 czerwca 1760 w Rzymie) – włoski kardynał.

## Życiorys
Urodził się 21 kwietnia 1671 roku w Mediolanie. Studiował prawo na Uniwersytecie Pawijskim, gdzie uzyskał doktorat, a następnie został referendarzem Trybunału Obojga Sygnatur. W październiku 1727 roku przyjął święcenia kapłańskie, a następnie został klerykiem Kamery Apostolskiej i datariuszem Penitencjarii Apostolskiej. 10 kwietnia 1747 roku został kreowany kardynałem prezbiterem i otrzymał kościół tytularny Santi Quattro Coronati. W okresie 1757–1758 pełnił funkcję kamerlingiem Kolegium Kardynałów. Zmarł 20 czerwca 1760 roku w Rzymie.